# Auditorio Parco della Musica
Auditorio Parco della Musica en Roma (Video) es el auditorio de la Academia de Santa Cecilia.
Proyectado por Renzo Piano está situado al norte de la ciudad en el viale Pietro de Cubertain de Roma, se construyó en 1995 en el predio antes ocupado por las instalaciones de los Juegos Olímpicos de Roma 1960.  
Ocupa 30 000 m² divididos en tres salas: 'Santa Cecilia', con capacidad para 3.000 espectadores, para orquestas sinfónicas y coros. La segunda sala en tamaño es la 'Giuseppe Sinopoli' y la tercera, 'Settecento' o 'Petrassi', para piezas teatrales o incluso cine, y tiene la particularidad de que sus butacas pueden girar 90 grados sobre sí mismas. El cuarto auditorio es el teatro al aire libre Cavea.
Durante su construcción, se encontraron los restos de una villa romana y una prensa de aceite que databan del siglo VI a. C.. Renzo Piano rediseñó los espacios para conservar los restos arqueológicos e incluyó un pequeño museo para alojar los artefactos descubiertos. Estos cambios provocaron un retraso de un año.
Inaugurado el 21 de diciembre de 2002; es el auditorio musical más visitado del mundo[cita requerida].
La Accademia Nazionale di Santa Cecilia se encuentra en el Parco della Musica.